# Partido Islámico de la Virtud
El Partido Islámico de la Virtud (es transcrito del idioma árabe como Hizb al-Fadhila) es un partido político iraquí que defiende los intereses de la comunidad árabe chií de Irak y que lucha para aplicar los principios religiosos de esa comunidad al Gobierno del país.
El partido es muy popular entre los chiíes más pobres del Sur del país, especialmente entre los de la ciudad de Basora donde tiene su sede principal (uno de sus líderes, Mohamed Al Waili, es el Gobernador de la Provincia de Basora); y su Secretario General actual es Abd al-Rahim al-Hasini, que fue elegido para el máximo cargo de la dirección del partido en mayo del 2006. Sin embargo, se considera al guía espiritual del partido, el Ayatolá Mohammad Yaqubi como la máxima autoridad sobre la organización.
El partido surgió como una rama del Bloque Sadr, otro partido chií radical (liderado por Muqtada al-Sadr); pero antes de las elecciones del 2005 se produjo la división y el Partido Islámico de la Virtud rompió con el Bloque Sadr, convirtiéndose entonces ambos partidos en rivales. 
El Partido Islámico de la Virtud era uno de los partidos que formaban la Alianza Unida Iraquí, la coalición que ganó las elecciones del 30 de enero del 2005 y del 15 de diciembre del 2005 y que ha estado controlando el Gobierno desde el 7 de abril del 2005. Pero en mayo del 2006 el partido se retiró de la Alianza y sus 15 diputados en el Consejo de Representantes de Irak pasaron a la oposición.
Durante una ola de violencia en la ciudad de Basora el 19 de mayo del 2006, el Partido Islámico de la Virtud fue acusado por otros líderes chiíes de usar a los guerrilleros de su milicia para perseguir y asesinar a suníes de la ciudad. También se acusó al partido de tener cárceles secretas e ilegales donde se torturaba a personas secuestradas de la comunidad suní. El hecho de que las acusaciones vinieran de otros chiíes demuestra la dura competencia que existe entre los partidos chiíes para dominar a esa comunidad étnica y religiosa.
En abril del 2007 se vivieron sangrientas jornadas en las calles de la ciudad de Basora cuando los milicianos del Bloque Sadr intentaron forzar la renuncia del Gobernador Al Waili usando la violencia. Los grupos armados del Partido Islámico de la Virtud defendieron al Gobernador y lucharon contra los sadristas en violentos tiroteos que se extendieron por toda la ciudad, con numerosas víctimas en ambas partes y entre los civiles; al final el Partido Islámico de la Virtud logró evitar la caída de su Gobernador y así pudo conservar el gobierno regional.
En mayo de ese mismo año (2007) el Consejo Legislativo provincial de Basora (Parlamento regional de la provincia) aprobó un Voto de Censura contra el gobernador Al Waili; la censura fue propuesta por los diputados regionales de la Asamblea Suprema Islámica de Irak y apoyada además por otros diputados independientes. Pero el gobernador se negó a aceptar su destitución o despido. En julio del 2007 el primer ministro Nuri al Maliki ratificó la destitución de Al Waili, pero al mismo tiempo afirmó que no tenía poderes constitucionales para forzarlo a acatar la decisión y abandonar el cargo. Por eso Al Waili sigue siendo Gobernador y por lo tanto el Partido Islámico de la Virtud continua gobernando la importante provincia de Basora, aunque con un enfrentamiento cada vez más grande con el gobierno central.
El 31 de enero del 2009 se celebraron elecciones regionales en 14 de las 18 Provincias de Irak, entre ellas Basora. Los comicios fueron una catástrofe electoral para el Partido Islámico de la Virtud.
En la provincia de Basora el Partido Islámico de la Virtud apenas obtuvo un 3,20% de los votos y un solo diputado en el Consejo Legislativo provincial o regional; quedando en séptimo lugar entre todos los partidos que participaron en las elecciones (después de haber sido el primero en las anteriores elecciones regionales). Este resultado significa que el partido pierde la gobernación de la provincia, con lo que perderá su única posición importante de poder en el país.